# Syagrii
De Syagrii waren een belangrijke aristocratische Gallo-Romeinse familie in de late oudheid. Ze waren vertegenwoordigd gedurende de 4e tot de 8e eeuw in de geschiedenis van Gallië. De gens, het geslacht, leidt zijn oorsprong vermoedelijk af van Postumus Suagrus, prefect van Rome in 275. De geslachtsnaam Suagrus komt vermoedelijk vanuit het Grieks en betekent varken.

## Geschiedenis
De belangrijkste leden van het geslacht, alhoewel men niet weet hoe ze met elkaar verwant waren, waren Flavius Syagrius en Flavius Afranius Syagrius, die allebei consul werden, respectievelijk in 381 en 382. Flavius Afranius Syagrius werd zelfs met enige waarschijnlijkheid de schoonbroer van Theodosius I. Aelia Flacilla was de zus van een consul in 382.
De kleinzoon van Afranius, via zijn dochter Sygria, prefect Tonantius Ferreolus, was een belangrijk man in Gallië, die opklom tot het ambt van pretoriaanse prefect van Gallië (451-452). Genealogen menen dat deze Ferreolus een voorvader is van de Frankische keizer Karel de Grote.
Syagrius, de Romeinse leider van Noord-Gallië en overwonnen door Clovis I te Soissons, blijkt zonder twijfel tot deze familie te behoren, alsook zijn vader Aegidius, mogelijk de echtgenoot van een Syagria.
Na deze personen integreerden de Syagrii zich in de barbaarse koninkrijken. Men vindt hen vaak terug, in diverse tijden, sommigen in het gevolg van koningen en edellieden, sommigen als bisschoppen, en dit tot het einde van de Merovingers.